# Freikorps Sauerland
Freikorps Sauerland – organizacja paramilitarna III Rzeszy, założona we wrześniu 1944 z inicjatywy gauleitera Alberta Hoffmanna, w czasie tzw. Volkssturmu. W październiku 1944 szefem organizacji, za pośrednictwem Kancelarii Partii NSDAP, został Martin Bormann. W kwietniu 1945, jednostki Freikorps Sauerland zostały wykorzystane w tzw. kotle w Zagłębiu Ruhry, gdzie w niektórych przypadkach odniosły poważne straty.